# Rhodognaphalon lukayense
Rhodognaphalon lukayense là một loài thực vật có hoa trong họ Cẩm quỳ. Loài này được (De Wild. & T.Durand) A.Robyns miêu tả khoa học đầu tiên năm 1963.